# Sønder Tranders Sogn
Sønder Tranders Sogn er et sogn i Aalborg Østre Provsti (Aalborg Stift).
I 1800-tallet var Sønder Tranders Sogn anneks til Vor Frue Sogn (Aalborg Kommune). Sønder Tranders Sogn hørte til Fleskum Herred i Ålborg Amt og var trods annekteringen en selvstændig sognekommune. Sønder Tranders blev ved kommunalreformen i 1970 indlemmet i  Aalborg Kommune.
I Sønder Tranders Sogn ligger Sønder Tranders Kirke fra Middelalderen og Gug Kirke fra 1972.
I sognet findes følgende autoriserede stednavne:
- Gug (bebyggelse, ejerlav)
- Hedegårde (bebyggelse)
- Solhøj (areal)
- Sønder Tranders (bebyggelse, ejerlav)